# Bernhard Wicki
Bernhard Wicki (Sankt Pölten, 1919. október 28. – München, 2000. január 5.) osztrák színész, filmrendező.

## Élete
1919. október 28.-án született az ausztriai St. Pöltenben. Apja svájci mérnök, anyja osztrák–magyar ősöktől származott.
A sziléziai Bad Warmbrunnban érettségizett, majd a breslaui egyetemen tanult művészettörténetet és német irodalomtörténetet. 1938-ban beiratkozott Gustaf Gründgens színiiskolájába, a berlini Staatsschauspielhaus-ban.
1939-ben több hónapra börtönbe került a sachsenhauseni koncentrációs táborba. Szabadulása után Bécsbe költözött, ahol a Max Reinhardt Szemináriumban tanult színésznek és rendezőnek is. 1944-ben Svájcba költözött.
A zürichi Schauspielhausban találkozott, Friedrich Dürrenmatt drámaíróval, akivel életre szóló barátságot kötött.
Miután véget ért a második világháború, attól fogva számos filmben és tévéfilmben szerepelt, és rendezett.

## Magánélete
1945 elején feleségül vette Agnes Fink színésznőt. 1994-ben megözvegyült, mert Agnes súlyos betegség következtében elhunyt. Második házasságát 1995-ben kötötte Elisabeth Endriss színésznővel, akivel haláláig együtt élt.
2000. január 5.-én halt meg Münchenben, 80 évesen. Sírja Münchenben, a nymphenburgi temetőben található.

## Filmjei

### Színészként
- 1940: A postamester ... statiszta
- 1950: Der fallende Stern ... Otto
- 1953: Junges Herz voll Liebe ... Vitus Zingerl
- 1954: Az utolsó híd (Die letzte Brücke) ... Boro
- 1955: Du mein stilles Tal ... Erik Linden
- 1955: Rosen im Herbst ... Geert von Innstetten
- 1956: Skandal um Dr. Vlimmen ... Dr. Jan Vlimmen
- 1956: Frucht ohne Liebe ... Dr. Kolb
- 1957: Königin Luise ... Sándor cár
- 1957: Die Zürcher Verlobung ... Paul Frank
- 1958: Unruhige Nacht ... Priest Brunner
- 1959: Frau im besten Mannesalter ... Tex Richards
- 1960: Lámpaláz ... Rohrbach
- 1961: Az éjszaka (La Notte) ... Tommaso
- 1962: Nehéz szerelem ... Hans
- 1963: Elf Jahre und ein Tag ... Karl Rodenbach
- 1967: Ostwind ... Konarski
- 1968: Der Feldmarschall ... Baron
- 1969: Deine Zärtlichkeiten ... Vaeter
- 1971: Carlos ... Philipp
- 1972: Das Jahrhundert der Chirurgen (tévésorozat) ... VII. Eduárd király
- 1972–1973: Der Kommissar (tévésorozat) ... Dr. Wolfgang Brandes / Johannes Berneis
- 1976: Nyerő páros (Ace Up My Sleeve) ... Rolf
- 1976: Három út a tóhoz (Drei Wege zum See), osztrák tévéfilm ... Branco Trotta
- 1977: A balkezes asszony (Die linkshändige Frau) ... kiadó
- 1978: Utazás a fénybe (Despair / Eine Reise ins Licht) ... Orlovius
- 1978: David Balfour kalandjai (tévésorozat) ... Hoseason kapitány
- 1979–1981: Az Öreg (tévésorozat) ... Dragan Janczak / Hans Pagel
- 1980: Halál egyenes adásban ... Katherine apja
- 1982: A titokzatos idegen (The Mysterious Stranger) ... Heinrich Stein
- 1983: Szerelem Németországban (Eine Liebe in Deutschland) ... Dr. Borg
- 1984: Párizs, Texas (Paris, Texas) ... Dr. Ulmer
- 1985: Marie Ward – Zwischen Galgen und Glorie ... George Abbot
- 1986: A világautó (Killing Cars) ... Von der Mühle
- 1987: Pattbergs Erbe ... Herr Pattberg
- 1990: A Guldenburgok öröksége NSZK-tévésorozat ... Frederico Torres
- 1991: A siker ... Bichler
- 1993: Das Geheimnis ... Dr. Virgil Schwarz
- 1993: Prinzenbad ... Dany
- 1994: Álom és szerelem (TV Sorozat) ... Sir Kenneth

### Rendezőként
- 1958: Warum sind sie gegen uns? ... rendező
- 1959: A híd (Die Brücke) ... rendező
- 1961: Malachiás csodája ... rendező, forgatókönyvíró
- 1971: Karpfs Karriere
- 1962: A leghosszabb nap (The Longest Day / Der längste Tag) ... rendező
- 1964: Az öreg hölgy látogatása (The Visit) ... rendező
- 1965: Morituri (The Saboteur, Code Name Morituri) ... rendező
- 1971: Das falsche Gewicht
- 1977: Curd Jürgens
- 1977: Die Eroberung der Zitadelle
- 1985: Die Grünstein–Variante
- 1989: Pókháló (Das Spinnennetz) ... rendező

## Fordítás
Ez a szócikk részben vagy egészben  a   Bernhard Wicki című német Wikipédia-szócikk fordításán alapul.  Az eredeti cikk szerkesztőit annak laptörténete sorolja fel. Ez a jelzés csupán a megfogalmazás eredetét és a szerzői jogokat jelzi, nem szolgál a cikkben szereplő információk forrásmegjelöléseként.